# DeLuca
DeLuca é um cantor e compositor brasileiro de São Gonçalo, Rio de Janeiro, que vem ganhando destaque na cena musical com suas produções autorais. Ele é conhecido por sua capacidade de mesclar diferentes estilos musicais, como pop, indie e R&B, criando uma identidade única e inovadora em suas composições.
Seu single, "Vacilou", lançado em 2023, recebeu elogios por sua ousadia e personalidade. A música foi composta rapidamente, conforme DeLuca revelou em entrevistas, destacando-se por seu processo de composição intuitivo e espontâneo. O videoclipe de "Vacilou" também chamou atenção por sua criatividade e produção de alta qualidade. 

Além de "Vacilou", DeLuca continua a surpreender o público com novas produções e parcerias musicais, consolidando-se como uma promessa no cenário da música brasileira. Seu trabalho tem sido amplamente divulgado em plataformas e veículos de comunicação importantes, refletindo seu crescente impacto na indústria musical. 